# Trotteria umbelliferarum
Trotteria umbelliferarum är en tvåvingeart som först beskrevs av Jean-Jacques Kieffer 1902.  Trotteria umbelliferarum ingår i släktet Trotteria och familjen gallmyggor. Inga underarter finns listade i Catalogue of Life.